# Parafia West Feliciana
Parafia West Feliciana (ang. West Feliciana Parish) – parafia cywilna w stanie Luizjana w Stanach Zjednoczonych. Obszar całkowity parafii obejmuje powierzchnię 426,00 mil2 (1 103,35 km²). Według danych z 2010 r. parafia miała 15 625 mieszkańców. Parafia powstała w 1824 roku i nosi imię Felicite de Gálvez, żony hiszpańskiego gubernatora Luizjany - Bernardo de Gálveza.

## Sąsiednie parafie / hrabstwa
- Hrabstwo Wilkinson (Missisipi) (północ)
- Parafia East Feliciana (wschód)
- Parafia East Baton Rouge (południowy wschód)
- Parafia West Baton Rouge (południe)
- Parafia Pointe Coupee (południowy zachód)
- Parafia Avoyelles (północny zachód)
- Parafia Concordia (północny zachód)

## Miasta
- St. Francisville